# Cottus petiti
Cottus petiti är en fiskart som beskrevs av Mihai Bacescu och Bacescu-mester, 1964. Cottus petiti ingår i släktet Cottus och familjen simpor. IUCN kategoriserar arten globalt som sårbar. Inga underarter finns listade i Catalogue of Life.